# Céline Agema
Céline Agema (Groningen, 16 maart 1997) is een Nederlands voetbalster die sinds 2018 speelt als verdediger bij het Duitse SV Meppen in de 2. Bundesliga.

## Carrière
Agema maakte in de zomer van 2015 de overstap van CVV Oranje Nassau naar sc Heerenveen. Vanuit Jong sc Heerenveen maakte zij op 17 december 2016 tegen PEC Zwolle haar debuut in de wedstrijdselectie van de Eredivisie Vrouwen.
Via sc Heerenveen kwam ze samen met Marieke de Boer terecht in de Duitse 2. Bundesliga, waar ze sinds 2018 uitkomt voor SV Meppen.
Na een aantal jaren in de Topklasse bij Oranje Nassau te Groningen te hebben gespeeld als centrale verdediger en aanvoerder, maakt ze vanaf het seizoen 2025 - 2026 deel uit van de eerste selectie vrouwen binnen FC Groningen dat zal toetreden tot de Tweede Divisie. 